# Csismi

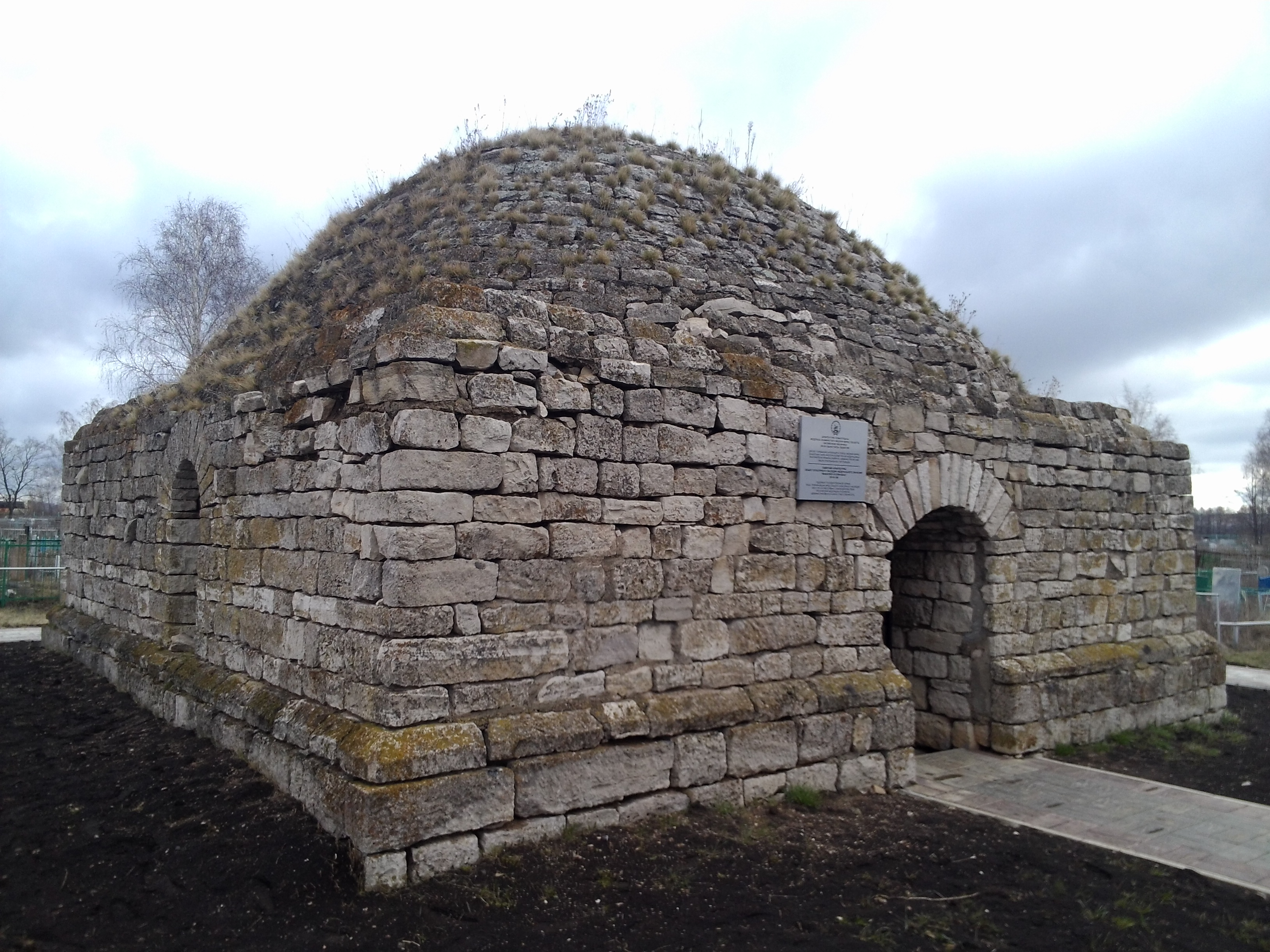
Khusein-Bek Mauzóleum

Csismi, baskír nyelven Shishmә, város Oroszország Baskír Köztársaságában, a Csismiről elnevezett kerület közigazgatási központja, városi jellegű település.

## Fekvése
Ufától 37 km-re délnyugatra található, vasútállomása a településtől 1 km-re található. Az Ufából érkező vasútvonal itt válik ketté, az egyik vonal Uljanovszk, a másik Kujbisev felé.

## Története
A mai Csismi helyén álló hasonló nevű falucskát 1650-ben alapították. 1888 szeptemberében épült meg és adták át itt a vasútvonalat, ezáltal indult meg a környék fejlődése. Városi jellegű települési státusza 1946 óta van. 

## Földrajza
A település folyója a Gyoma, mely a Belaja bal oldali mellékfolyója.

## Mezőgazdasága
A környéken termesztett cukorrépát az 1970-es évek elején épült cukorgyárban dolgozzák fel. Ezenkívül borsót, rozsot és búzát termesztenek.

## Nevezetességek
- Khusein-bek Mauzóleum(wd)
- Thura-kán mauzeuma